# Sam Farrar
Sam Farrar (Los Ángeles, 29 de junio de 1978) es el bajista de la banda Americana de rock Phantom Planet y miembro de Maroon 5.

## Biografía
Su padre, John Farrar estuvo en The Shadows y también fue un exitoso compositor, escribiendo muchos de los grandes éxitos de Olivia Newton-John. Su madre, Pat Carroll, fue una exitosa cantante de pop Australiana de los '60. 
Asistió a The Buckley School. 
Está casado con Stephanie Eitel, exmiembro de la banda Agent Sparks.
 Su hija Vesper Pearl Farrar nació el 6 de agosto de 2009 y su hijo Flynn Roscoe Farrar nació el 14 de enero de 2014.

## Discografía
Con Phantom Planet
- Phantom Planet Is Missing (1998)
- The Guest (2002)
- Phantom Planet (2004)
- Raise the Dead (2008)

Con Operation Aloha
- Operation Aloha (2009)

Con Maroon 5 (Ahora es un miembro de gira)
- It Won't Be Soon Before Long (2007)
- Call and Response: The Remix Album (2008)
- Hands All Over (2010)
- Overexposed (2012)
- Songs About Jane 10th Anniversary Edition (2012)